# Leonid Maksimovič Leonov
Leonid Maksimovič Leonov (in russo Леони́д Макси́мович Лео́нов?; Mosca, 31 maggio 1899 – Mosca, 8 agosto 1994) è stato uno scrittore, drammaturgo e politico russo.

## Biografia
Nacque in una famiglia contadina, studiò inizialmente come autodidatta, poi frequentò corsi universitari.
Inizialmente influenzato da Fëdor Dostoevskij, diede alla luce iniziali racconti come La fine di un uomo meschino (1924) e il romanzo I tassi (1924), nei quali evidenziò l'aderenza con il gruppo Compagni di strada.
Passato in una seconda fase al realismo socialista, fu autore delle opere Il ladro (1927), Il fiume Sot (1930), Skutarevskij (1932), La strada verso l'oceano (1935). Il romanzo La foresta russa (1953) ottenne il Premio Lenin nel 1957.
Molti dei suoi lavori furono rappresentati sulle scene teatrali, ottenendo buoni successi. In questo periodo si mise in evidenza con il romanzo La via sull'Oceano, incentrato sulla vittoria del comunismo in Europa e in Asia.
Nel 1943 ottenne il Premio Stalin con il dramma L'invasione (1942).
Nel secondo dopoguerra scrisse un'opera molto significativa, intitolata La foresta russa, 1953), basata sui contrasti tra la scienza e la pseudo-scienza riguardo al tema della distruzione della foresta.
Fu anche sceneggiatore del film di fantascienza Begstvo mistera Mak-Kinli, regia di Michail Švejcer (La fuga del signor Makkinli, 1975) presentato al Trieste Science+Fiction Festival 1977, premio speciale della giuria per la musica.

## Opere
- Konec melkogo čeloveka, romanzo, 1924 (La fine di un uomo meschino, trad. Ettore Lo Gatto, in Russia, IV, 1925)
- Barsuki, romanzo, 1924 (I tassi)
- Vor, romanzo, 1927 (Il ladro, trad. Natalia Bavastro, Garzanti, 1945)
- Priključenie s Ivanom, racconto, 1928 (L'avventura d'Ivan. Racconti, trad. Anna Ruska, Slavia, Il genio slavo n. 13, 1931)
- Sot', romanzo, 1930 (Il fiume Sot)
- Skutarevskij, romanzo, 1932 (Skutarevskij, trad. Natalia Bavastro, Garzanti, 1946)
- Doroga na okean, romanzo, 1935 (La strada verso l'oceano)
- Obyknovennij čelovek, dramma in quattro atti, 1942 (Un uomo comune, trad. Andrea Jemma, in Il Dramma, n. 86, 1949)
- Našestvie, dramma, 1942 (L'invasione)
- Russkij les, romanzo, 1953 (La foresta russa, trad. Alberto Pescetto, Arnoldo Mondadori Editore, Medusa n. 446, 1961)
- Zolotaja kareta, dramma in quattro atti, 1956 (La carrozza d'oro, trad. Giacinta De Dominics Jorio, in Sipario, n. 188, 1961; La slitta d'oro, trad. Giacinta De Dominics Jorio, regia di Silverio Blasi, con Evi Maltagliati, Rai, secondo canale, 27 maggio 1963[4])
- Evgenia Ivanovna, romanzo, 1963
- Piramida, romanzo, 1994 (La piramide)